# HD 56456
HD 56456 är en dubbelstjärna belägen i den södra delen av stjärnbilden Akterskeppet. Den har en skenbar magnitud av ca 4,76 och är svagt synlig för blotta ögat där ljusföroreningar ej förekommer. Baserat på parallaxmätning inom Hipparcosuppdraget enligt på ca 8,7 mas, beräknas den befinna sig på ett avstånd på ca 377 ljusår (ca 115 parsek) från solen. Den rör sig bort från solen med en heliocentrisk radialhastighet på ca 39 km/s.

## Egenskaper
Primärstjärnan HD 56456 A är en blå till vit stjärna i huvudserien av spektralklass B8.5 Vn. Den har en massa som är ca 3,4 solmassor och har ca 220 gånger solens utstrålning av energi från dess fotosfär vid en effektiv temperatur av ca 10 900 K.
Följeslagaren HD 56456 B är en stjärna av magnitud 13,5 som ligger separerad med 18 bågsekunder från primärstjärnan.